# Verfassungsrat (Chile)
Der Verfassungsrat in Chile ist eines der drei Organe, das im Zuge des Verfassunggebungsprozesses 2023 damit beauftragt wurde, eine neue Verfassung auszuarbeiten. Die Mitglieder des Verfassungsrates wurden von den Bürgern in einer Wahl am 7. Mai 2023 gewählt.

## Hintergrund
Bereits zwischen 2021 und 2022 gab es einen Verfassunggebungsprozess in Chile. Am 4. September 2022 fand eine Volksabstimmung statt, bei der die Bevölkerung darüber abstimmen konnte, ob sie mit dem von der Verfassunggebenden Versammlung Chiles ausgearbeiteten Entwurf einer neuen Verfassung einverstanden ist. Diese Abstimmung wurde allgemein als „Ausgangsabstimmung“ (plebiscito de salida) bezeichnet. Mit einer Mehrheit von 62 Prozent der Stimmen wurde der vorgelegte Verfassungsentwurf, der „starker Kritik ausgesetzt war, er sei zu lang, zu links und zu radikal“, abgelehnt. Dadurch blieb außerdem die Verfassung von 1980 in Kraft.
In der Folge kündigte Chiles Präsident Gabriel Boric an, einen neuen Prozess zur Ausarbeitung einer neuen Verfassung einzuleiten. Deswegen rief er bereits am Montag, den 5. September 2022 die Vorsitzenden aller politischen Parteien zu einem Treffen ein, um über einen neuen Prozess zu sprechen. In den folgenden Monaten gab es intensive Debatten und Abstimmungen zwischen allen Parteien in Chile und der Exekutive.
Im Dezember 2022 gaben die meisten politischen Parteien Chiles bekannt, eine Übereinkunft getroffen zu haben. Diese Vereinbarung wurde als „Abkommen für Chile“ (Acuerdo por Chile) bezeichnet und von Parteien von links bis rechts unterstützt. Die Partido Republicano und die Partido de la Gente unterstützten die Vereinbarung jedoch nicht. Dieses Abkommen sieht einen neuen Verfassunggebungsprozess vor, bei dem drei Organe an der Ausarbeitung der neuen Verfassung beteiligt sind: Eine Expertenkommission, ein Verfassungsrat und ein Technisches Zulässigkeitskomitee. Im März 2023 nahmen als erstes die Expertenkommission und das Technische Zulässigkeitskomitee ihre Arbeit auf. Die Expertenkommission soll einen Verfassungsentwurf ausarbeiten, auf deren Basis dann der Verfassungsrat mit seiner Arbeit beginnt.

## Wahl der Mitglieder und Zusammensetzung
Am 7. Mai 2023 fand die Wahl der 50 Mitglieder des Verfassungsrates statt. Der Verfassungsrat wird dabei geschlechterparitätisch besetzt. Daneben konnten bis zu drei weitere Sitze an Mitglieder der Indigenen Bevölkerung vergeben werden. Es herrschte allgemeine Wahlpflicht.
Bei der Wahl konnten rechte politische Kräfte einen Sieg erringen. Die rechtsextreme Republikanische Partei des ehemaligen Präsidentschaftskandidaten José Antonio Kast gewann mit 23 Sitzen die relative Mehrheit. Daneben erhielt die traditionell konservative Koalition Chile Vamos, die unter dem Namen Chile Seguro angetreten war, 11 Sitze. Die linke Koalition Unidad para Chile, die sich aus der Koalition Apruebo Dignidad sowie der Partido Socialista de Chile und der Partido Liberal zusammensetzt, erhielt 16 Sitze. Hinzu kommt ein Sitz für die Indigene Bevölkerung Chiles. Dadurch halten rechte und konservative Kräfte eine Zweidrittelmehrheit im Rat, wodurch sie auf keine parteiübergreifenden Kompromisse angewiesen sind. Die Juristin Beatriz Hevia von der Republikanischen Partei wurde zur Präsidentin des Verfassungsrates und Aldo Valle (Prosozialistische Partei) zum Vizepräsidenten gewählt.
| Koalition | Koalition                 | Anzahl Sitze |    |
| --------- | ------------------------- | ------------ | -- |
|           | Partido Republicano (PLR) | 23           |    |
|           | Unidad para Chile (UPCh)  | 16           |    |
|           | Chile Seguro (ChS)        | 11           |    |
|           | Indigene Bevölkerung      | 1            |    |
| Insgesamt | Insgesamt                 | 51           | 51 |